# Women's Basketball Hall of Fame

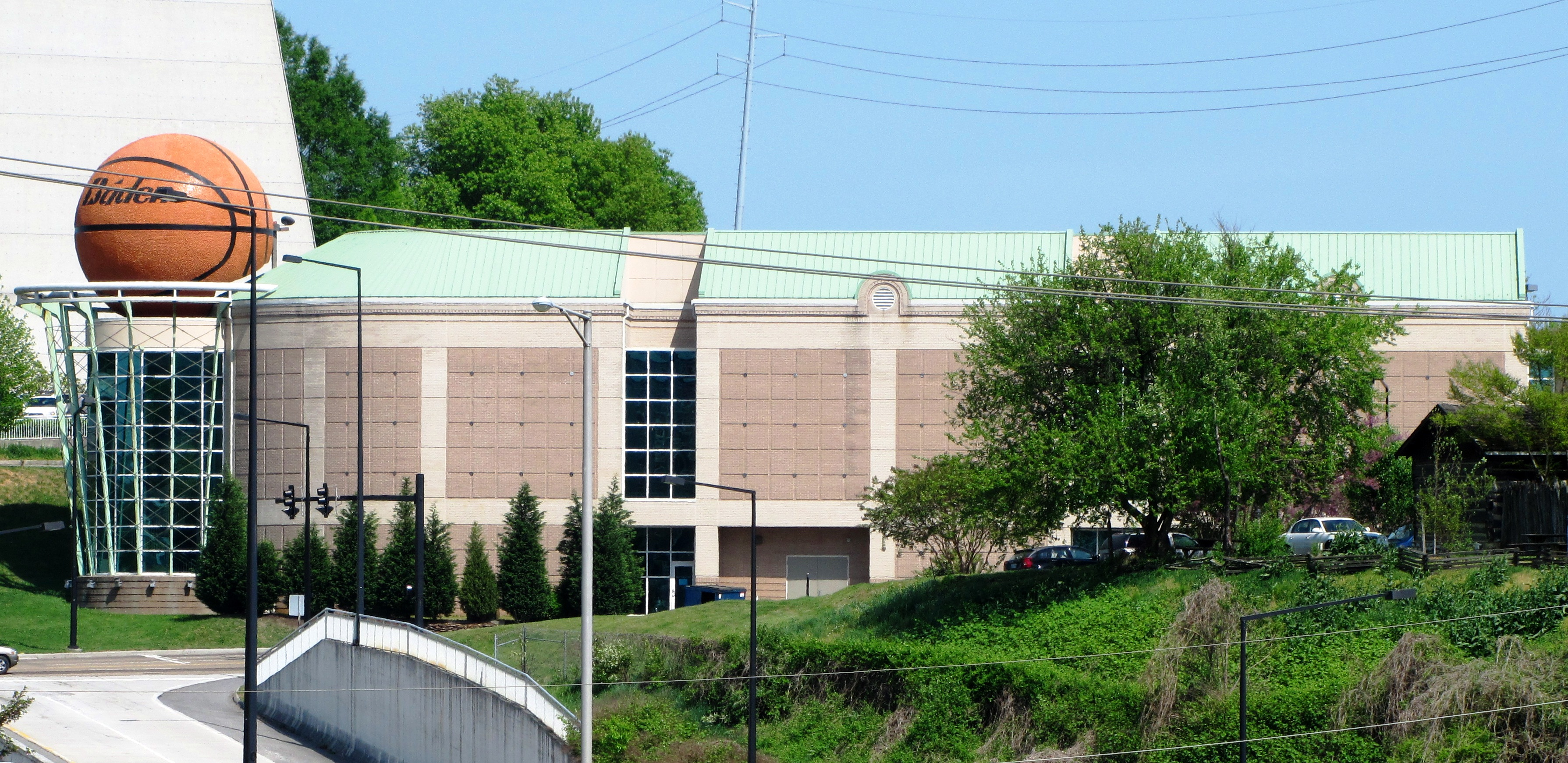

Il Women's Basketball Hall of Fame (in italiano Basketball Hall of Fame femminile) è il massimo riconoscimento per tutti coloro che hanno contribuito in modo sostanziale allo sviluppo della pallacanestro femminile.
È stato inaugurato nel 1999 a Knoxville, in Tennessee.

## Membri
Legenda:
|  |  | Membro del Naismith Memorial Basketball Hall of Fame |

### Classe 1999
| Nome                  | Nazione       |
| --------------------- | ------------- |
| Senda Berenson Abbott | Stati Uniti   |
| Lidija Alekseeva      | Russia        |
| Carol Blazejowski     | Stati Uniti   |
| Joanne Bracker        | Stati Uniti   |
| Jody Conradt          | Stati Uniti   |
| Joan Crawford         | Stati Uniti   |
| Denise Curry          | Stati Uniti   |
| Anne Donovan          | Stati Uniti   |
| Carol Eckman          | Stati Uniti   |
| Betty Jo Graber       | Stati Uniti   |
| John Head             | Stati Uniti   |
| Nancy Lieberman       | Stati Uniti   |
| Darlene May           | Stati Uniti   |
| Ann Meyers-Drysdale   | Stati Uniti   |
| Cheryl Miller         | Stati Uniti   |
| Billie Moore          | Stati Uniti   |
| Park Sin-ja           | Corea del Sud |
| Harley Redin          | Stati Uniti   |
| Ul'jana Semënova      | Lettonia      |
| Jim Smiddy            | Stati Uniti   |
| Lusia Harris          | Stati Uniti   |
| Pat Summitt           | Stati Uniti   |
| Bertha Teague         | Stati Uniti   |
| Margaret Wade         | Stati Uniti   |
| Nera White            | Stati Uniti   |

### Classe 2000
| Nome                 | Nazione     |
| -------------------- | ----------- |
| Mildred Barnes       | Stati Uniti |
| Barbara Bishop       | Stati Uniti |
| E. Wayne Cooley      | Stati Uniti |
| Nancy Dunkle         | Stati Uniti |
| Fran Garmon          | Stati Uniti |
| Dorothy Gaters       | Stati Uniti |
| Sue Gunter           | Stati Uniti |
| Cindy Hauserman      | Stati Uniti |
| Rita Horky           | Stati Uniti |
| Betty Jaynes         | Stati Uniti |
| George Killian       | Stati Uniti |
| Kim Mulkey-Robertson | Stati Uniti |
| Lorene Ramsey        | Stati Uniti |
| Trish Roberts        | Stati Uniti |
| Sue Rojcewicz        | Stati Uniti |
| Cathy Rush           | Stati Uniti |
| Juliene Simpson      | Stati Uniti |
| Ol'ga Sucharnova     | Russia      |
| Alline Sprouse       | Stati Uniti |
| Borislav Stanković   | Serbia      |
| Katherine Washington | Stati Uniti |
| Dean Weese           | Stati Uniti |
| Marcy Weston         | Stati Uniti |
| Kay Yow              | Stati Uniti |

### Classe 2001
| Nome               | Nazione     |
| ------------------ | ----------- |
| Van Chancellor     | Stati Uniti |
| Theresa Grentz     | Stati Uniti |
| Phyllis Holmes     | Stati Uniti |
| LaTaunya Pollard   | Stati Uniti |
| Linda K. Sharp     | Stati Uniti |
| C. Vivian Stringer | Stati Uniti |
| Vanja Vojnova      | Bulgaria    |
| Hazel Walker       | Stati Uniti |
| Rosie Walker       | Stati Uniti |
| Holly Warlick      | Stati Uniti |

### Classe 2002
| Nome                        | Nazione     |
| --------------------------- | ----------- |
| Cindy Brogdon               | Stati Uniti |
| Kamie Ethridge              | Stati Uniti |
| Margaret Sexton Gleaves     | Stati Uniti |
| Hortência de Fátima Marcari | Brasile     |
| Sandra Meadows              | Stati Uniti |
| Lea Plarski                 | Stati Uniti |
| Marianne Stanley            | Stati Uniti |
| Tara VanDerveer             | Stati Uniti |

### Classe 2003
| Nome              | Nazione     |
| ----------------- | ----------- |
| Leon Barmore      | Stati Uniti |
| Tara Heiss        | Stati Uniti |
| Claude Hutcherson | Stati Uniti |
| Patsy Neal        | Stati Uniti |
| Doris Rogers      | Stati Uniti |
| Marsha Sharp      | Stati Uniti |

### Classe 2004
| Nome              | Nazione     |
| ----------------- | ----------- |
| Sylvia Hatchell   | Stati Uniti |
| Lurlyne Greer     | Stati Uniti |
| Amy Ruley         | Stati Uniti |
| Bev Smith         | Canada      |
| William T. Wall   | Stati Uniti |
| Marian Washington | Stati Uniti |

### Classe 2005
| Nome            | Nazione     |
| --------------- | ----------- |
| Joe Ciampi      | Stati Uniti |
| Kelli Litsch    | Stati Uniti |
| Hunter Low      | Stati Uniti |
| Edna Tarbutton  | Stati Uniti |
| Dixie Woodall   | Stati Uniti |
| Lynette Woodard | Stati Uniti |

### Classe 2006
| Nome                           | Nazione     |
| ------------------------------ | ----------- |
| Geno Auriemma                  | Stati Uniti |
| Clarissa Davis-Wrightsil       | Stati Uniti |
| Maria Paula Gonçalves da Silva | Brasile     |
| Janice Lawrence-Braxton        | Stati Uniti |
| Katrina McClain-Johnson        | Stati Uniti |
| Barbara Stevens                | Stati Uniti |

### Classe 2007
| Nome                  | Nazione     |
| --------------------- | ----------- |
| Daedra Charles-Furlow | Stati Uniti |
| Bridgette Gordon      | Stati Uniti |
| Mel Greenberg         | Stati Uniti |
| Pamela Kelly-Flowers  | Stati Uniti |
| Andy Landers          | Stati Uniti |
| Andrea Lloyd-Curry    | Stati Uniti |

### Classe 2008
| Nome                  | Nazione     |
| --------------------- | ----------- |
| Debbie Ryan           | Stati Uniti |
| Patty Broderick       | Stati Uniti |
| Lin Laursen           | Stati Uniti |
| Jill Rankin Schneider | Stati Uniti |
| Suzie McConnell-Serio | Stati Uniti |
| Michele Timms         | Australia   |

### Classe 2009
| Nome            | Nazione     |
| --------------- | ----------- |
| Jennifer Azzi   | Stati Uniti |
| Cynthia Cooper  | Stati Uniti |
| Jennifer Gillom | Stati Uniti |
| Sonja Hogg      | Stati Uniti |
| Jill Hutchison  | Stati Uniti |
| Ora Washington  | Stati Uniti |

### Classe 2010
| Nome                | Nazione     |
| ------------------- | ----------- |
| Rebecca Lobo        | Stati Uniti |
| Teresa Edwards      | Stati Uniti |
| Teresa Weatherspoon | Stati Uniti |
| Leta Andrews        | Stati Uniti |
| Gloria Ray          | Stati Uniti |
| Chris Weller        | Stati Uniti |

### Classe 2011
| Nome          | Nazione     |
| ------------- | ----------- |
| Val Ackerman  | Stati Uniti |
| Ruthie Bolton | Stati Uniti |
| Vicky Bullett | Stati Uniti |
| Muffet McGraw | Stati Uniti |
| Pearl Moore   | Stati Uniti |
| Lometa Odom   | Stati Uniti |

### Classe 2012
| Nome          | Nazione     |
| ------------- | ----------- |
| Nancy Fahey   | Stati Uniti |
| Nikki McCray  | Stati Uniti |
| Pamela McGee  | Stati Uniti |
| Inge Nissen   | Danimarca   |
| Robin Roberts | Stati Uniti |
| Dawn Staley   | Stati Uniti |

### Classe 2013
| Nome                     | Nazione     |
| ------------------------ | ----------- |
| Gary Blair               | Stati Uniti |
| Jim Foster               | Stati Uniti |
| Peggie Gillom-Granderson | Stati Uniti |
| Jennifer Rizzotti        | Stati Uniti |
| Annette Smith-Knight     | Stati Uniti |
| Sue Wicks                | Stati Uniti |

### Classe 2014
| Nome             | Nazione     |
| ---------------- | ----------- |
| Lin Dunn         | Stati Uniti |
| Michelle Edwards | Stati Uniti |
| Mimi Griffin     | Stati Uniti |
| Yolanda Griffith | Stati Uniti |
| Jasmina Perazić  | Serbia      |
| Charlotte West   | Stati Uniti |

### Classe 2015
| Nome             | Nazione     |
| ---------------- | ----------- |
| Janeth Arcain    | Brasile     |
| Kurt Budke       | Stati Uniti |
| Gail Goestenkors | Stati Uniti |
| Janet Harris     | Stati Uniti |
| Lisa Leslie      | Stati Uniti |
| Brad Smith       | Stati Uniti |

### Classe 2016
| Nome             | Nazione     |
| ---------------- | ----------- |
| Sherri Coale     | Stati Uniti |
| June Courteau    | Stati Uniti |
| Joe Lombard      | Stati Uniti |
| Jackie Stiles    | Stati Uniti |
| Bill Tips        | Stati Uniti |
| Natalie Williams | Stati Uniti |

### Classe 2017
| Nome            | Nazione     |
| --------------- | ----------- |
| Sally Bell      | Stati Uniti |
| Christine Grant | Stati Uniti |
| Rick Insell     | Stati Uniti |
| Louise O'Neal   | Stati Uniti |
| Sheryl Swoopes  | Stati Uniti |
| Kara Wolters    | Stati Uniti |

### Classe 2018
| Nome                 | Nazione     |
| -------------------- | ----------- |
| Ceal Barry           | Stati Uniti |
| Rose Marie Battaglia | Stati Uniti |
| Chris Dailey         | Stati Uniti |
| Mickie DeMoss        | Stati Uniti |
| Chamique Holdsclaw   | Stati Uniti |
| Katie Smith          | Stati Uniti |
| Tina Thompson        | Stati Uniti |

### Classe 2019
| Nome             | Nazione     |
| ---------------- | ----------- |
| Beth Bass        | Stati Uniti |
| Carolyn Bush     | Stati Uniti |
| Joan Cronan      | Stati Uniti |
| Nora Lynn Finch  | Stati Uniti |
| Ticha Penicheiro | Portogallo  |
| Ruth Riley       | Stati Uniti |
| Valerie Still    | Stati Uniti |

### Classe 2021
| Nome             | Nazione     |
| ---------------- | ----------- |
| Debbie Brock     | Stati Uniti |
| Carol Callan     | Stati Uniti |
| Swin Cash        | Stati Uniti |
| Tamika Catchings | Stati Uniti |
| Sue Donohoe      | Stati Uniti |
| Lauren Jackson   | Australia   |
| Carol Stiff      | Stati Uniti |
| David Stern      | Stati Uniti |

### Classe 2022
| Nome                 | Nazione     |
| -------------------- | ----------- |
| Debbie Antonelli     | Stati Uniti |
| Alice Barron         | Stati Uniti |
| Doug Bruno           | Stati Uniti |
| Becky Hammon         | Stati Uniti |
| DeLisha Milton-Jones | Stati Uniti |
| Paul Sanderford      | Stati Uniti |
| Bob Schneider        | Stati Uniti |
| Penny Taylor         | Australia   |

### Classe 2023
| Nome           | Nazione     |
| -------------- | ----------- |
| Cathy Boswell  | Stati Uniti |
| Donna Lopiano  | Stati Uniti |
| Lisa Mattingly | Stati Uniti |
| Carolyn Peck   | Stati Uniti |
| Lindsay Whalen | Stati Uniti |